# Миодраг Аврамовић
Миодраг Аврамовић (Чачак, 19. мај 1901 — 19. јун 1974) био је југословенски и српски филмски глумац и редитељ.

## Биографија
Основну школу и обућарски занат завршио је у Чачку. Накнадно је завршио и четири разреда гимназије. Уметничку каријеру почео је као аматер глумац и редитељ у „Абрашевићу“. Као професионални глумац ангажован је у једној путујућој позоришној трупи 1921. године. Радио је у многим театрима: Животићевом, у позориштима у Скопљу, Бањој Луци, Сарајеву, Осијеку, Цетињу, Пожаревцу, Крагујевцу, Нишу, Панчеву, Загребу, Вршцу, Ријеци, Шапцу. У Српском народном позоришту је био ангажован у сезони 1930/1931. У многим позориштима бавио се и режијом.
| Год. | Назив                                 | Улога \|- style="background: Lavender; text-align:center; " |  | Три Ане |  |
|      | Лукреција Борџија (филм)              | Џенаро                                                      |  |         |  |
|      | Народни посланик (филм)               | Жандарм, Сима Сокић                                         |  |         |  |
|      | Максим Црнојевић (драма)              | Јован Капетан                                               |  |         |  |
|      | Књегиња чардаша (оперета)             | Мак Грев                                                    |  |         |  |
|      | Путем искушења (драма)                | Господин, Авдо                                              |  |         |  |
|      | Сеоска лола (представа)               | Први Циганин                                                |  |         |  |
|      | Нови људи                             | Инж. Зденко Јунек                                           |  |         |  |
|      | Каријера Јошка Пучника                | Јошко Пучик                                                 |  |         |  |
|      | Живи леш (драма)                      | Петрушнов, Феђа                                             |  |         |  |
|      | На дну (драма)                        | Медведјев                                                   |  |         |  |
|      | На трћем спрату                       | М. Лованди                                                  |  |         |  |
|      | Растанак на мосту (трагикомедија)     | Доктор                                                      |  |         |  |
|      | Браћа Карамазов (позоришна представа) | Иван                                                        |  |         |  |
|      | Црквени миш (комедија)                | Тома Улрих                                                  |  |         |  |
|      | Пигмалион (комедија)                  | Хигинс                                                      |  |         |  |
|      | Покојник (комедија)                   | Марић                                                       |  |         |  |
|      | Коштана (драма)                       | Митке                                                       |  |         |  |
|      | Господа Глембајеви (драма)            | Игнац Глембај                                               |  |         |  |
|      | Злочин и казна (драма)                | Раскољников                                                 |  |         |  |
|      | Трипут венчани                        | Самуел Леви                                                 |  |         |  |
|      | Отац                                  | Пастор                                                      |  |         |  |
|      | (Пут око света                        | Земљичка, Апотекар Илија                                    |  |         |  |
|      | Силе                                  | Драгић Распоповић                                           |  |         |  |
|      | Ослобођење Косте Шљуке                | Раде                                                        |  |         |  |
|      | Школски надзорник                     | Поповић                                                     |  |         |  |
|      | Јунак                                 | Виторио Аботи                                               |  |         |  |
|      | Дивљуша                               | Мија                                                        |  |         |  |
|      | Дукат на главу                        | Живан Јевтић                                                |  |         |  |
|      | Луда Велинка                          | Председник суда                                             |  |         |  |
|      | Риђокоса                              | Михаљ Кесег                                                 |  |         |  |
|      | Ја сам невин                          | Алекса Виторовић                                            |  |         |  |
|      | Смућање на суву                       | Професор Хорн                                               |  |         |  |
|      | Стари Хајделберг                      | Барон фон Пасарџе                                           |  |         |  |
|      | Угашено огњиште                       | Марко Симић                                                 |  |         |  |
|      | (Љубав                                | Шаланж                                                      |  |         |  |
|      | Мамзел Нутуш                          | Мајор од Шато Жиби                                          |  |         |  |
|      | Потера                                | Кмет Јовица                                                 |  |         |  |
|      | Вечна младост                         | Петар                                                       |  |         |  |
|      | Игра у дворцу                         | Гал                                                         |  |         |  |
|      | Грађанска комедија                    | Саша Павловић                                               |  |         |  |
|      | Бела гарда                            | Леонид Јурјевич Шервински                                   |  |         |  |